# Wishing on a Star
"Wishing on a Star" is nummer van de Amerikaanse soul-/R&B-groep Rose Royce.
De ballad is geschreven door voormalig Undisputed Truth-lid Billie Rae Calvin, geproduceerd door Norman Whitfield en uitgebracht op het kort daarvoor door Whitfield opgerichte platenlabel. De tekst gaat over een vrouw die hoopt dat er een tweede kans mogelijk is voor een verbroken liefdesrelatie.
Calvin had het nummer in eerste instantie aangeboden aan Barbra Streisand maar zij weigerde. Het werd voor het eerst als single uitgebracht door Rose Royce in 1978. Het is sindsdien opgenomen door talloze acts, waaronder de Cover Girls in 1992, Jay-Z in 1998, Beyonce in 2005 en Seal in 2011. 21 Savage gebruikte een sample van de originele versie uit 1977 voor zijn hit All of Me, die werd uitgebracht op zijn album American Dream uit 2024 en eerder werd gebruikt in de trailer van zijn debuutfilm American Dream: The 21 Savage Story.

## Versie van Rose Royce
Het nummer is opgenomen voor het tweede album, In Full Bloom (1977), van de band.  is "Wishing on a Star" een langzame ballad geschreven door voormalig Undisputed Truth-lid Billie Rae Calvin en geproduceerd door Norman Whitfield. Het jaar erna werd het nummer op single uitgebracht. Het bereikte de derde plek in het Verenigd Koninkrijk, en de veertiende plek in zowel de Nederlandse Top 40 als de VRT Top 30. In thuisland Amerika werd de Billboard Hot 100 niet gehaald, en kwam de single niet verder dan plek 52 op de Hot Soul Singles-hitlijst.

### NPO Radio 2 Top 2000
| Nummer met noteringen in de NPO Radio 2 Top 2000 | '99  | '00 | '01  |
| ------------------------------------------------ | ---- | --- | ---- |
| Wishing on a Star                                | 1546 | -   | 1931 |

1. ↑  Een '-' betekent dat het nummer niet was genoteerd en een vetgedrukt getal geeft de hoogste notering aan.
2. ↑  Deze tabel is bijgewerkt tot en met de laatste editie (2024).

## Coverversies
Verschillende coverversies van het nummer hebben internationale hitlijsten gehaald. De eerste artiest die dit voor elkaar kreeg was de Britse dj Fresh 4. Deze dance-cover bereikte de tiende positie in de UK Singles Chart en plek 22 in Ierland. The Cover Girls namen in 1992 een versie op voor hun album Here It Is. Deze versie wist, in tegenstelling tot het origineel, wel de Amerikaanse hitlijst te halen en bereikte de negende plek in de Billboard Hot 100. In de Nederlandse Top 40 werd de vierde plek behaald, en ook in België, Duitsland en het Verenigd Koninkrijk werd de hitlijsten behaald.
De Amerikaanse zangeres Randy Crawford coverde het nummer voor haar album Every Kind of Mood: Randy, Radi, Randee uit 1998 en scoorde hiermee een bescheiden hitje in Duitsland (#83) en het Verenigd Koninkrijk (#90). In hetzelfde jaar coverde de Amerikaanse rapper Jay-Z het nummer, met zang van Rose Royce-zangeres Gwen Dickey. Deze versie werd met name een hit in het Verenigd Koninkrijk (#13). 
Paul Weller scoorde in 2004 een nummer-11 hit in het Verenigd Koninkrijk met zijn versie. In 2011 namen verschillende deelnemers van het achtste seizoen van de Britse show The X Factor een cover op die op nummer 1 in zowel Ierland als het Verenigd Koninkrijk belandde.
Het nummer is ook gecoverd door Beyoncé, Seal en Anne Dudley, maar zij wisten geen nationale hitlijst te behalen.